# Yutyrannus
Yutyrannus (însemnând „tiran cu pene”) este un gen de dinozaur tiranosauroid⁠(d) proceratosaurid⁠(d) care conține o singură specie cunoscută, Yutyrannus huali. Această specie a trăit în perioada Cretacicului timpuriu în ceea ce este acum nord-estul Chinei. Trei fosile de Yutyrannus huali – toate găsite în straturile de rocă din provincia Liaoning – sunt cele mai mari specimene de dinozaur cunoscute care păstrează dovezi directe de pene.

## Descoperire și denumire

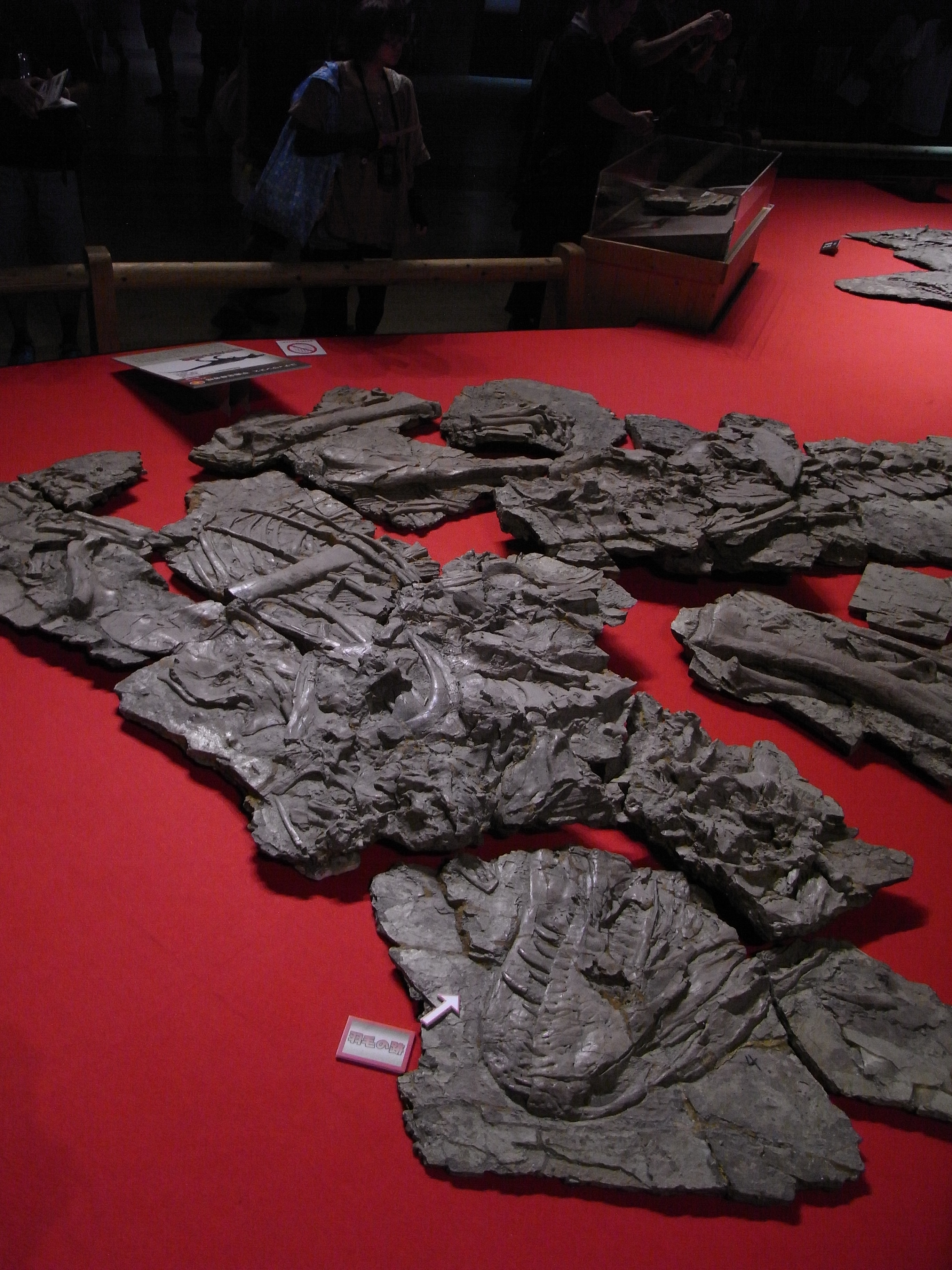
Fosile expuse

Yutyrannus huali a fost numit și descris științific în 2012 de Xu Xing et al. Numele provine din chineza mandarină yǔ (羽, „pană”) și și grecescul latinizat tyrannos (τύραννος, „tiran”), referindu-se la clasificarea sa ca membru cu pene al Tyrannosauroidea⁠(d). Numele specific constă din mandarina huáli (华丽 simplificat, 華麗 tradițional, „frumos”), referindu-se la frumusețea percepută a penajului.
Yutyrannus este cunoscut din trei specimene fosile aproape complete (un adult, un subadult și un juvenil) achiziționate de la un dealer de fosile care a susținut că toate trei au provenit dintr-o singură carieră la Batu Yingzi în provincia Liaoning, China. Acestea au fost probabil găsite într-un strat al formației Yixian, datând din Aptian⁠(d), cu aproximativ 125 de milioane de ani în urmă. Specimenele au fost tăiate în bucăți de dimensiunea unor covorașe de baie, pentru a putea fi transportate de două persoane.
Holotipul, ZCDM V5000, este cel mai mare specimen și constă dintr-un schelet aproape complet cu un craniu, comprimat pe o placă, al unui individ adult. Paratipurile sunt celelalte două specimene: ZCDM V5001, care constă dintr-un schelet al unui individ mai mic și parte din aceeași placă ca holotipul; și ELDM V1001, un juvenil estimat a fi cu opt ani mai tânăr decât holotipul. Fosilele fac parte din colecțiile Muzeului Dinozaurilor Zhucheng și ale Muzeului Dinozaurilor Erlianhaote, dar au fost pregătite de Institutul de Paleontologie Vertebrată și Paleoantropologie sub îndrumarea lui Xu.

## Descriere

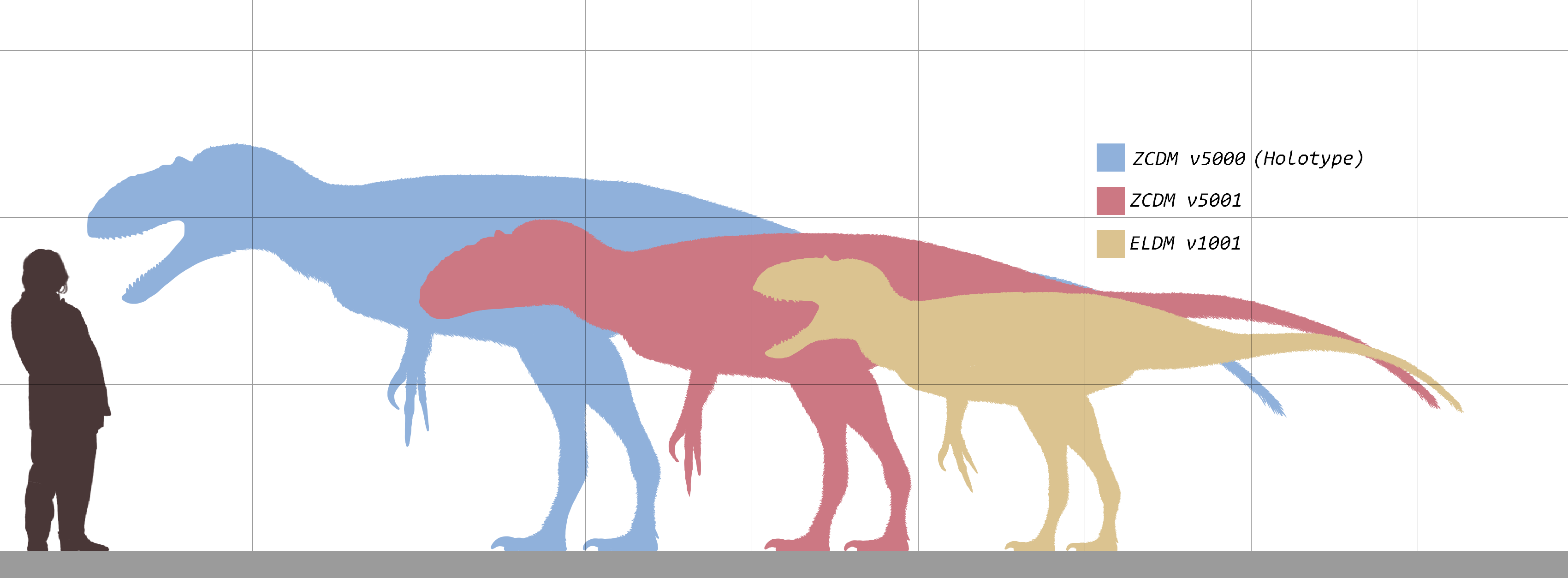
Dimensiunea a trei exemplare de Yutyrannus în comparație cu un om

Yutyrannus era un prădător biped⁠(d) mare. Holotipul are o lungime estimată de 9 metri și o greutate estimată de aproximativ 1.414 kilograme. În 2016, Gregory S. Paul⁠(d) a oferit estimări mai mici, de 7.5 metri și 1.1 tone. Craniul său are o lungime estimată de 905 milimetri, iar craniile paratipurilor au lungimi de 80 centimetri și 63 centimetri, cu greutăți estimate la 596 kilograme și 493 kilograme, respectiv.
Descriitorii au stabilit câteva trăsături diagnostice ale lui Yutyrannus care îl diferențiază de rudele sale directe. Botul prezintă o creastă înaltă pe linia mediană, formată din oasele nazale și premaxilare, acoperită de mari adâncituri pneumatice. Osul postorbital are un mic proces secundar care se extinde în colțul din spate al orbitei. Partea exterioară a corpului principal al postorbitalului este cavitar. În maxilarul inferior, fenestra mandibulară externă este situată în principal în Surangular⁠(d).

### Pene

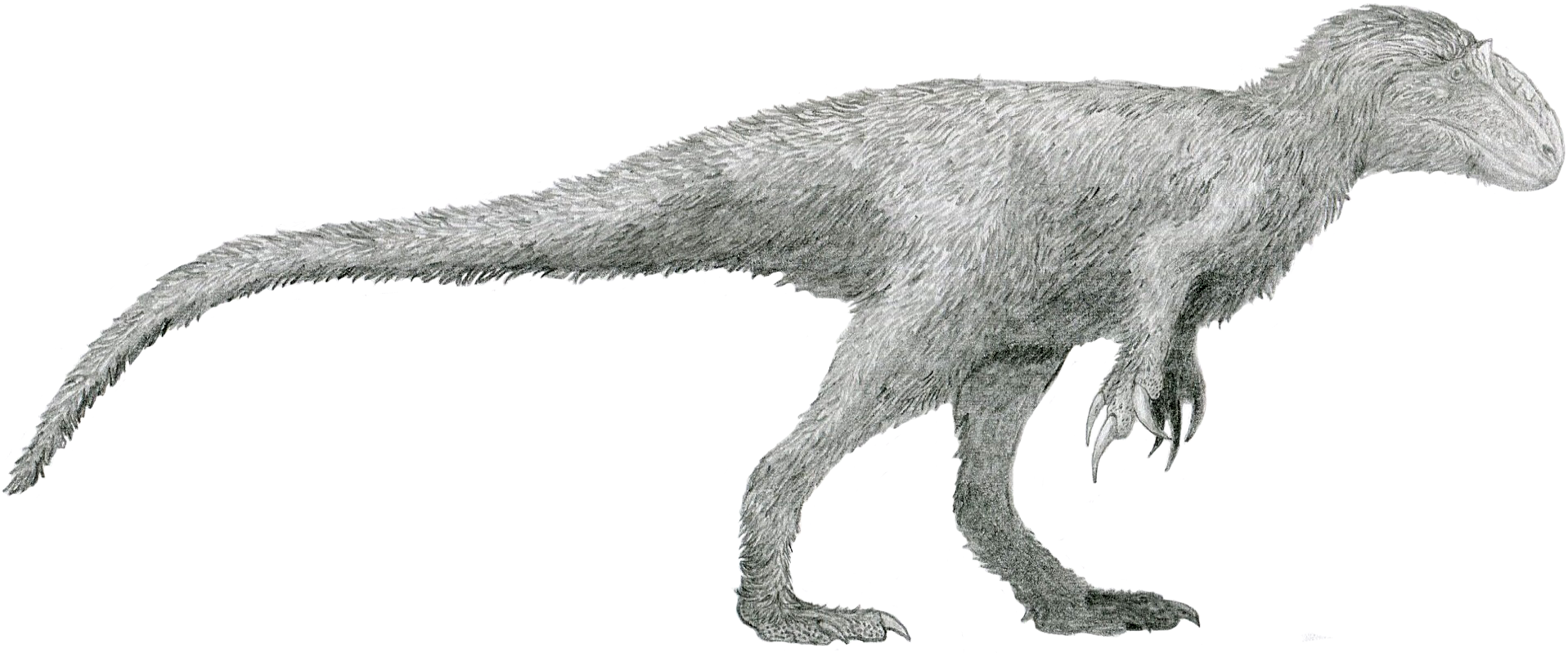
Restaurare artistică bazată pe ELDM V1001

Exemplarele descrise ale lui Yutyrannus nu prezintă dovezi directe ale penelor sub formă de amprente fosile. Penele erau lungi, de până la 20 centimetri, și filamentoase. Deoarece calitatea conservării a fost scăzută, nu s-a putut stabili dacă filamentele erau simple sau compuse, late sau înguste. Penele acopereau diverse părți ale corpului; la holotip erau prezente pe pelvis și aproape de picior. Specimenul ZCDM V5000 avea pene pe coadă îndreptate înapoi sub un unghi de 30 de grade față de axa cozii. Cel mai mic specimen arăta filamente lungi de 20 centimetri pe gât și pene lungi de 16 centimetri pe brațul superior.
Deși se știa încă din 2004 că cel puțin unii tiranosauroizi aveau pene filamentoase „de tip 1”, Yutyrannus huali este cea mai mare specie cunoscută de dinozaur cu dovezi directe ale penelor, fiind de patruzeci de ori mai grea decât anteriorul deținător al recordului, Beipiaosaurus⁠(d).

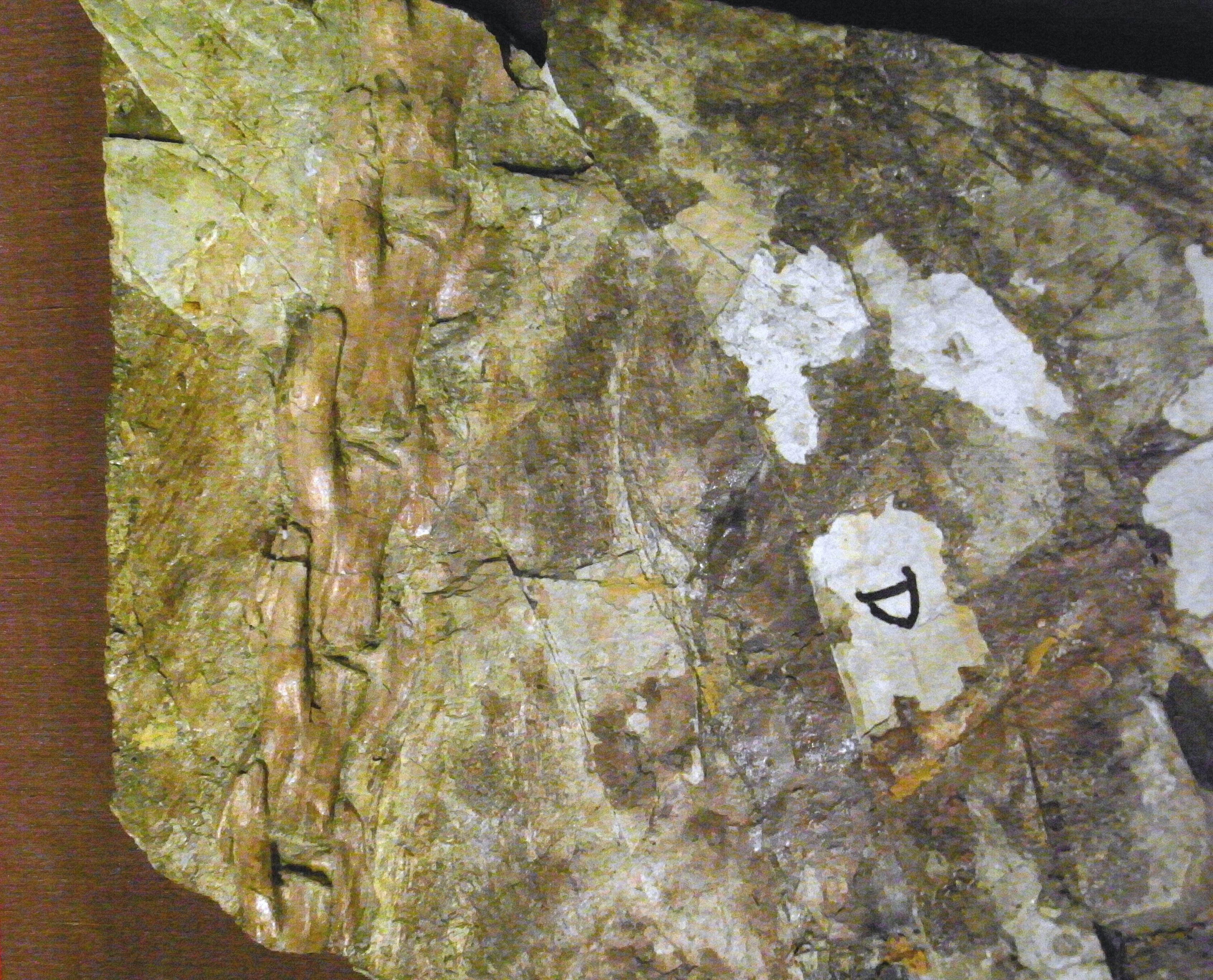
Fragment de coadă cu urme de pene

Pe baza distribuției penelor, acestea ar fi putut acoperi întregul corp și ar fi servit la reglarea temperaturii, având în vedere clima relativ rece a formației Yixian cu o temperatură medie anuală de aproximativ 10 °C. Alternativ, dacă erau restricționate la regiunile unde au fost găsite, ar fi putut servi ca structuri pentru expunere. Cele două specimene adulte aveau creste distinctive „ondulate” pe boturi, pe ambele părți ale unei creste centrale înalte, probabil folosite pentru expunere. 
Prezența penelor pe un tiranosauroid bazal mare sugerează posibilitatea ca tiranosaurizii ulteriori să fi fost împănați chiar și atunci când erau adulți. Cu toate acestea, au fost raportate impresii ale pielii solzoase din diverse specii tardive de tiranosaurizi (cum ar fi Gorgosaurus, Tarbosaurus și Tyrannosaurus) pe părți ale corpului unde Yutyrannus era împănat. Deoarece nu există dovezi pozitive pentru penaj în tiranosaurizi, unii cercetători au sugerat că aceștia ar fi putut evolua solzi secundar.
S-a considerat posibil ca structurile tegumentare ale lui Yutyrannus să nu reprezinte adevărate pene și să fie structuri filamentoase primitive; totuși, această ipoteză este acum considerată depășită prin cercetări ulterioare care confirmă că structurile întâlnite la diferite dinozauri și pterosauri erau adevărate pene.

## Clasificare
Până în prezent, toate analizele filogenetice ale relațiilor lui Yutyrannus l-au clasificat în grupul Tyrannosauroidea⁠(d). O analiză inițială a relației sale cu alți tiranosauroizi a arătat că era mai primitiv decât Eotyrannus⁠(d) în arborele evoluției, dar mai avansat decât tiranosauroizii precum Dilong, Guanlong⁠(d) și Sinotyrannus⁠(d). Trăsăturile primitive în raport cu tiranosauroizii avansați includeau membre anterioare lungi cu trei degete și un picior scurt care nu era specializat pentru alergare. Trăsăturile avansate includeau un craniu mare și adânc, partea exterioară a premaxilei având o rotație în sus, un corn cuneiform mare pe lacrimalul din fața orbitei, un proces postorbital pe marginea din spate a orbitei, scvamozalul și quadratojugalul formând un proces mare pe marginea din spate a fenestrei infratemporale, vertebre dorsale scurte, un ilium cu o margine superioară dreaptă și un lob adițional, un picior pubian mare și un ischion⁠(d) subțire.

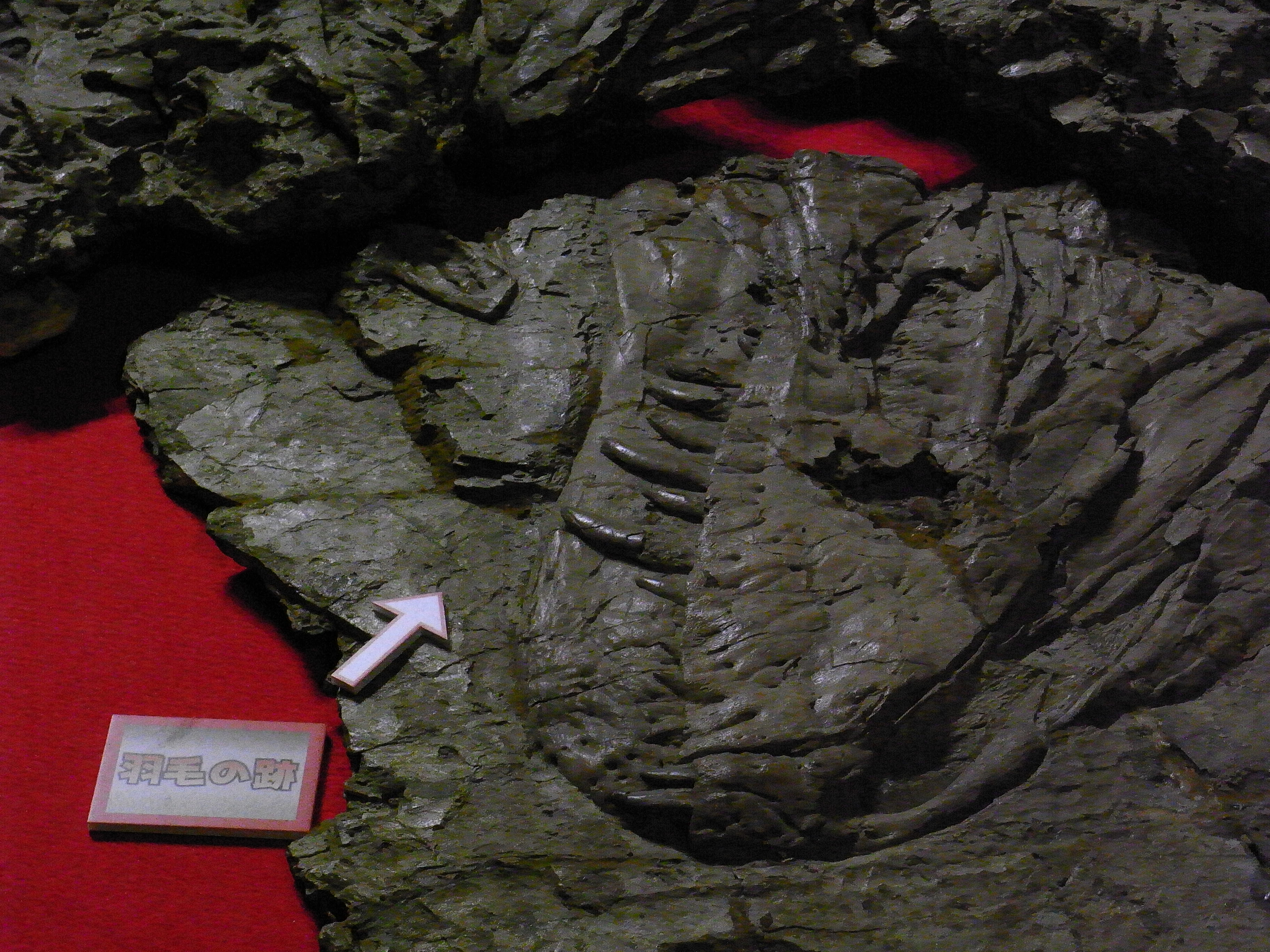
Botul de aproape

În 2016, o analiză filogenetică realizată de Thomas Carr și Stephen Brusatte a reexaminat relațiile evoluționare ale Tyrannosauroidea. Analiza lor a constatat că Yutyrannus este mai bazal decât Dilong, plasându-l în familia Proceratosauridae⁠(d). Cladograma lor este prezentată mai jos.
|  | Kileskus⁠(d)                                                    |
|  |                                                                |
|  | \| \| Yutyrannus \| \| \| \| \| \| Sinotyrannus⁠(d) \| \| \| \| |
|  |                                                                |
|  | Yutyrannus                                                     |
|  |                                                                |
|  | Sinotyrannus⁠(d)                                                |
|  |                                                                |

|  | Yutyrannus      |
|  |                 |
|  | Sinotyrannus⁠(d) |
|  |                 |

|  | Kileskus⁠(d)                                                    |
|  |                                                                |
|  | \| \| Yutyrannus \| \| \| \| \| \| Sinotyrannus⁠(d) \| \| \| \| |
|  |                                                                |
|  | Yutyrannus                                                     |
|  |                                                                |
|  | Sinotyrannus⁠(d)                                                |
|  |                                                                |

|  | Yutyrannus      |
|  |                 |
|  | Sinotyrannus⁠(d) |
|  |                 |

|  | Kileskus⁠(d)                                                    |
|  |                                                                |
|  | \| \| Yutyrannus \| \| \| \| \| \| Sinotyrannus⁠(d) \| \| \| \| |
|  |                                                                |
|  | Yutyrannus                                                     |
|  |                                                                |
|  | Sinotyrannus⁠(d)                                                |
|  |                                                                |

|  | Yutyrannus      |
|  |                 |
|  | Sinotyrannus⁠(d) |
|  |                 |

|  | Kileskus⁠(d)                                                    |
|  |                                                                |
|  | \| \| Yutyrannus \| \| \| \| \| \| Sinotyrannus⁠(d) \| \| \| \| |
|  |                                                                |
|  | Yutyrannus                                                     |
|  |                                                                |
|  | Sinotyrannus⁠(d)                                                |
|  |                                                                |

|  | Yutyrannus      |
|  |                 |
|  | Sinotyrannus⁠(d) |
|  |                 |

## Paleobiologie

### Ontogenie

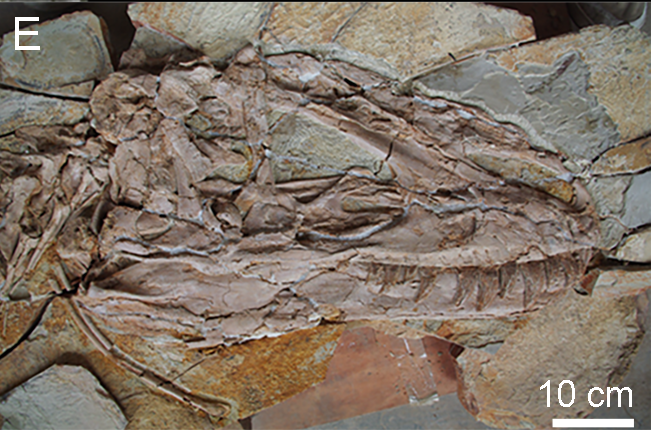
Craniul exemplarului juvenil ELDM V1001

Cunoștințele despre specimenele care reprezintă diferite vârste au permis paleontologilor să determine ontogenia (schimbările în timpul creșterii) acestei specii. Pe măsură ce creștea, picioarele inferioare, picioarele, ilium-urile și membrele anterioare au devenit relativ mai mici. Craniul, pe de altă parte, a crescut mai robust și mai adânc.

### Alimentație
Conform unui studiu din 2018, Yutyrannus avea o structură hioidă simplă, indicând că avea o limbă plată, similar cu cea a crocodililor. Pe baza comparațiilor între oasele hioide ale arcosaurilor vii și dispăruți, s-a determinat că toți arcosaurii ar fi avut limbi fixe, cu excepția păsărilor, pterozaurilor și anumitor ornithischieni.

### Comportament social

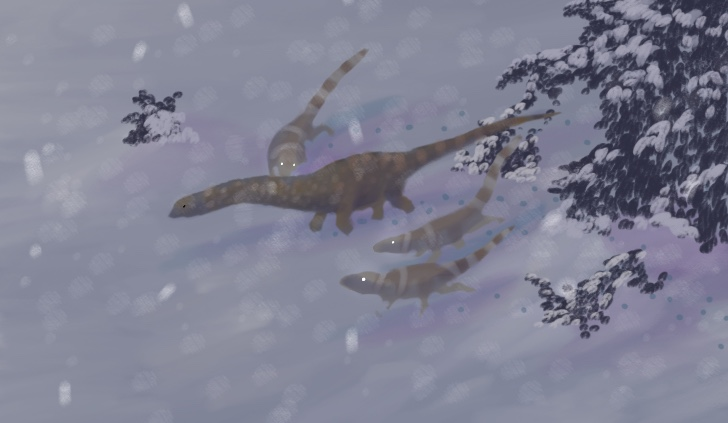
Ilustrație care arată un grup de Yutyrannus vânând un '

Deoarece cele trei indivizi cunoscuți de Yutyrannus au fost găsiți împreună, unii paleontologi, inclusiv Xu Xing, au interpretat animalul ca fiind un vânător în haită. Pe baza prezenței materialului de sauropod în cariera în care au fost găsite cele trei specimene, Xu a speculat suplimentar că Yutyrannus ar fi putut vâna sauropode și că cei trei indivizi cunoscuți ar fi putut muri în timpul acestei activități. Alte teropode care vânează sauropode, precum Mapusaurus, sunt cunoscute pentru comportamentul de vânătoare în haită. Totuși, adevărata cauză a morții lor rămâne necunoscută. Dacă Yutyrannus a vânat sauropode, ar fi fost unul dintre cele două animale prădătoare cunoscute din formația Yixian capabile să facă acest lucru; celălalt fiind un teropod mare încă nedescris cunoscut dintr-un dinte înfipt în coasta unui Dongbeititan.

## Paleomediul
Deoarece localitatea lui Yutyrannus este incertă, nu se știe cu ce faună a coexistat. Estimările de vârstă indică faptul că Yutyrannus provine din straturile Lujiatun sau Jianshangou ale formației Yixian, ceea ce sugerează că ar fi fost contemporan cu dinozauri precum Psittacosaurus, Dongbeititan⁠(d), Sinosauropteryx⁠(d) și Caudipteryx⁠(d). Pești precum Lycoptera⁠(d) erau de asemenea prevalenți. Erupțiile vulcanice și incendiile forestiere par să fi fost comune în Yixian, iar mediul era presărat cu ape și plante conifere. Mediul ar fi fost comparabil cu pădurile temperate moderne din Columbia Britanică și ar fi experimentat schimbări sezoniere semnificative ale temperaturii.